# Geoffroy Pouvreau
Pour les articles homonymes, voir Pouvreau.
Geoffroy Pouvreau (en latin Gaufridus Pouvrellus) est abbé de Saint Pierre de Maillezais de 1309 à 1317 avant de devenir le premier évêque du diocèse de Maillezais, créé en 1317 par une bulle du pape Jean XXII, jusqu'à sa mort en 1333. Il est issu d'une famille de la noblesse poitevine, mais on a très peu d'informations sur ce personnage.
À partir de 1317, Prouveau fait transformer  et rehausser la partie orientale de l'église abbatiale de Maillezais, devenue cathédrale, en gothique angevin, sans détails flamboyants, pour que le style du transept et du chœur s'accorde avec les parties romanes occidentales qui sont conservées,. 
Son sceau d'abbé, en bronze, où il est représenté debout sous un dais avec l'inscription « s fris Gaufridi pouvrell abbis s c p maleacesis » (Sigillum fratris Gaufridi Pouvrelli abbatis sancti piissimi Malleacensis : Sceau du frère Geoffroy Pouvreau, abbé saint et très pieux de Maillezais), est découvert dans les fondations d’un moulin situé au pied du château de Fontenay-le-Comte.